# Deleni, Iași
Deleni este satul de reședință al comunei cu același nume din județul Iași, Moldova, România.

## Obiective turistice
- Biserica "Adormirea Maicii Domnului" - ctitorită în 1669 de marele vistiernic Toderașcu Cantacuzino-Deleanu, IS-II-m-A-04146.02;
- Conacul Cantacuzino-Deleanu din Deleni - construit în 1730, IS-II-m-A-04146.01.

## Legături externe
Materiale media legate de Deleni la Wikimedia Commons